# كأس النرويج 1984
كأس النرويج 1984 (بالنرويجية: Norgesmesterskapet i fotball for menn 1984)‏ هو الموسم 79 من كأس النرويج. أشرف على تنظيمه اتحاد النرويج لكرة القدم، وفاز فيه نادي فريدريكستاد.